# Brooke Kennedy
Brooke Kennedy es una productora y directora de televisión estadounidense. Sus créditos incluyen Crime Story, My So-Called Life, Numb3rs, Pushing Daisies y Fringe. También fue productora y directora de Third Watch y actualmente trabaja como productora de The Good Wife. Además, también fue escritora en las series Prince Street y Third Watch. En 2010 y 2011, fue nominada para dos premios Primetime Emmy por The Good Wife como parte del equipo de producción.